# Brugmannpark
Het Brugmannpark (Frans: Parc Brugmann) is een publiek park in Ukkel in het Brussels Hoofdstedelijk Gewest.

## Geschiedenis
Het park is gelegen tussen de Burgemeester Herinckxlaan, de Messidorlaan, de Sukkelweg en de Roze Hoevelaan. Het domein was eigendom van Georges Brugmann (1829-1900), een bankier die medeverantwoordelijk was voor de urbanisatie van de nog landelijke gemeenten Ukkel, Vorst en Elsene. Het beukenbos werd door de erfgenamen aan de gemeente Ukkel overgedragen met de bedoeling er een openbaar park van te maken.
Het park heeft een groot hoogteverschil en bevat een aantal eeuwenoude beuken en enkele heel oude platanen. Er bevinden zich een VITA-parcours en een klein speelplein.

## Fotogalerij

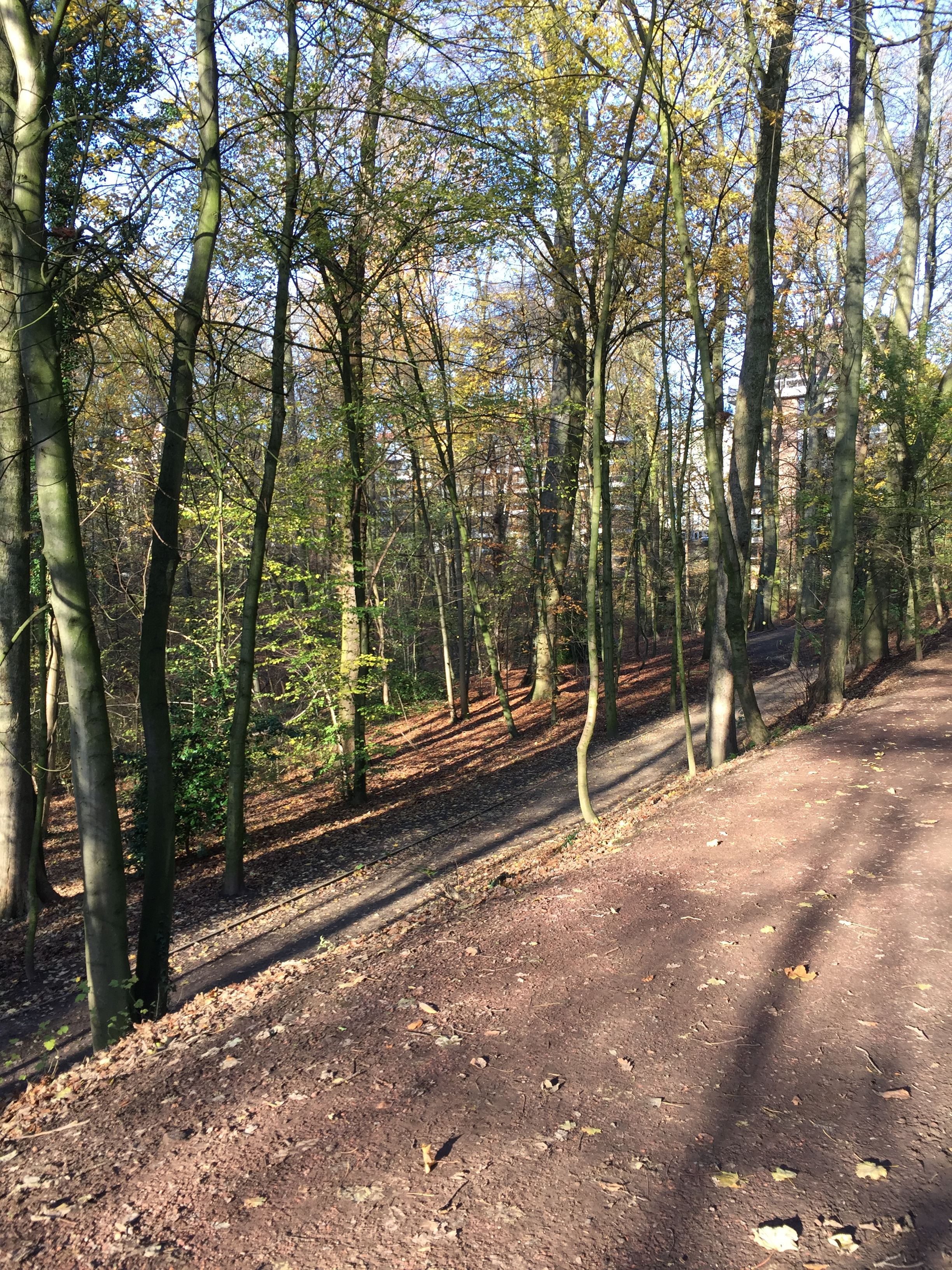
Het park met op de achtergrond de huizen in de Messidorlaan
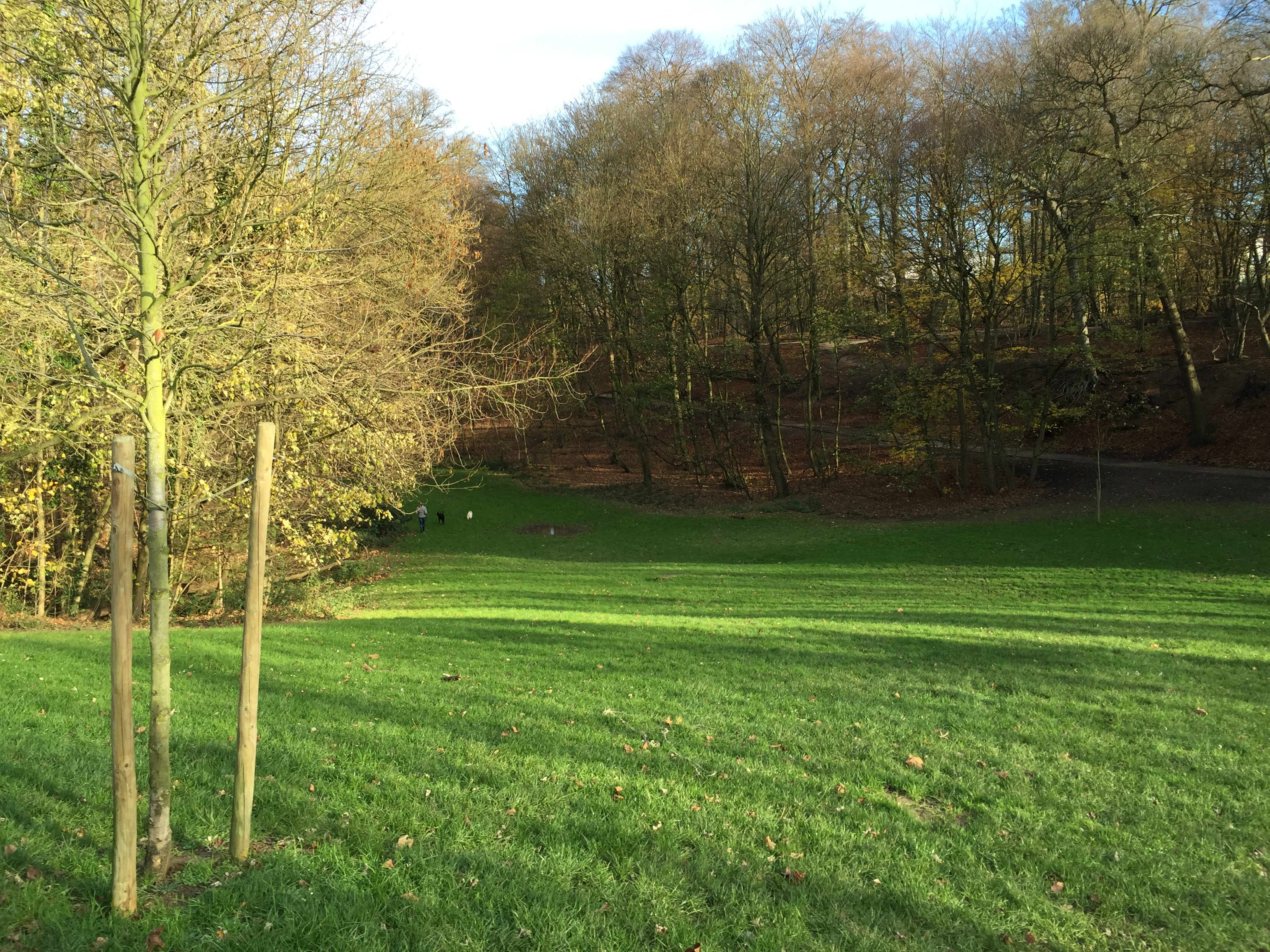
Het gazon
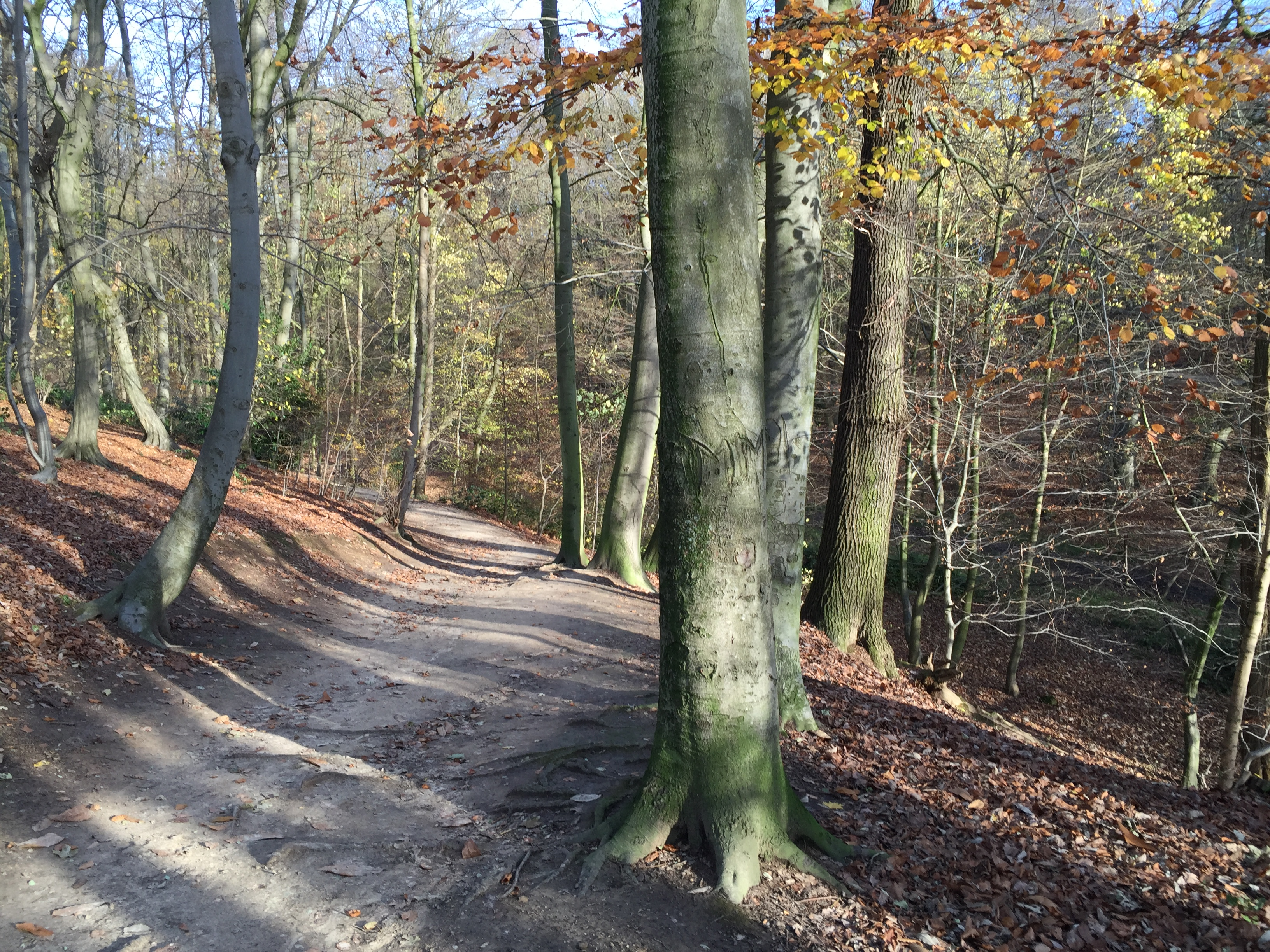
De paden